# 한국어의 고유어
한국어의 고유어(韓國語의 固有語)는 다른 명칭으로 순우리말은 한국어 어휘 중 한자어와 외래어를 제외한 고유의 말이다. 토박이말, 탯말 등으로 부르기도 한다. 고유어가 한글로만 표기된다고 해서 '한글 낱말' 또는 '한글'이라고 부르는 사람도 있으나, 이는 언어와 문자의 차이를 혼동한 것이다. 현재 서울특별시의 동(洞)명 중 일부와 세종특별자치시의 동명 전부는 고유어이다. 대한민국의 고유어 지명은 '서울'까지 포함한다.

## 음운론적 특징
한국어에는 어두에 올 수 있는 음운이 제한되는 두음법칙이 있다. 예를 들어 어두에 [r], [l] 음이 오는 것을 한국어의 고유어에서는 피한다. 이것은 알타이어족에 속하는 언어들이 가진 특징으로, 한국어가 알타이어에 속한다고 보는 한국어 알타이어족설의 이론적 근거가 되기도 하였다. 다만 고유어 외에 한국어에 수용된 지 오래된 한자어 어휘들은 홀로 쓰이거나 어중에서는 [r] 소리를 내지만, 단어 속에서 어두에 올 때는 두음법칙의 적용을 받아 다른 소리로 바뀐다. 이것은 대한민국의 표준어에 적용되는 법칙이며, 북조선의 문화어에서는 두음법칙을 무시하고 어두에서도 ㄹ 소리를 적고 그대로 발음한다. 또, 유럽어에서 온 외래어들도 오래된 외래어나 초기 외래어 수용 때에는 남포(←lampo), 나디오(←radio)처럼 두음법칙에 의해 변음되었으나 외래어와의 접촉이 지속됨으로써 지금은 외래어의 어두 ㄹ 소리를 모두 수용하고 있다.

## 표기
현대 한국어에서 고유어는 기본적으로 한글로 표기된다. 훈민정음 창제 이전에는 이두, 향찰 등을 이용해 한자의 음과 훈을 빌려 고유어를 표기하였다.

## 의미 분화
한자어의 유입으로, 비슷한 의미를 지닌 고유어와 한자어 사이에 세세한 의미의 차이를 갖는 단어의 쌍이 생기게 되었다. 대부분 고유어 쪽이 일반적이고 추상적인 의미를 띠
- 한국어의 언어 순수주의

## 같이 보기
- 한국어 기원의 영어 단어
- 한국어의 언어 순수주의

| 한자어            | 고유어   |
| 의미(意味)        | 뜻       |
| 시선(視線)        | 눈길     |
| 면(麵)            | 국수     |
| 상측(上側)        | 위쪽     |
| 하측(下側)        | 아래쪽   |
| 좌측(左側)        | 왼쪽     |
| 우측(右側)        | 오른쪽   |
| 승강장(乘降場)    | 타는 곳  |
| 국가(國家)        | 나라     |
| 이유(理由)        | 까닭     |
| 계란(鷄卵)        | 달걀     |
| 가사(歌詞)        | 노랫말   |
| 질문(質問)        | 물음     |
| 혜성(彗星)        | 꼬리별   |
| 봉밀(蜂蜜)        | 벌꿀     |
| 왕(王)            | 임금     |
| 지혜(智慧·知慧)   | 슬기     |
| 수도(首都)        | 서울     |
| 폭(幅)            | 너비     |
| 삼각(三角)        | 세모(난) |
| 사각(四角)        | 네모(난) |
| 죄(罪)            | 허물     |
| 신장(身長)        | 키       |
| 체중(體重)        | 몸무게   |
| 속도(速度)        | 빠르기   |
| 집합(集合)        | 모임     |
| 도로(道路)        | 길       |
| 백조(白鳥)        | 고니     |
| 자음(子音)        | 닿소리   |
| 모음(母音)        | 홀소리   |
| 비교(比較)하다.   | 견주다.  |
| 언어(言語)        | 말       |
| 민족(民族)        | 겨레     |
| 도검(刀劍)        | 칼       |
| 질투(嫉妬)        | 강샘     |
| 귀신(鬼神)·신(神) | 검       |
| 편지(便紙 )       | 글월     |
| 산(山)            | 뫼       |

- 한국어 기원의 영어 단어
- 한국어의 언어 순수주의

| 한자어            | 고유어   |
| 의미(意味)        | 뜻       |
| 시선(視線)        | 눈길     |
| 면(麵)            | 국수     |
| 상측(上側)        | 위쪽     |
| 하측(下側)        | 아래쪽   |
| 좌측(左側)        | 왼쪽     |
| 우측(右側)        | 오른쪽   |
| 승강장(乘降場)    | 타는 곳  |
| 국가(國家)        | 나라     |
| 이유(理由)        | 까닭     |
| 계란(鷄卵)        | 달걀     |
| 가사(歌詞)        | 노랫말   |
| 질문(質問)        | 물음     |
| 혜성(彗星)        | 꼬리별   |
| 봉밀(蜂蜜)        | 벌꿀     |
| 왕(王)            | 임금     |
| 지혜(智慧·知慧)   | 슬기     |
| 수도(首都)        | 서울     |
| 폭(幅)            | 너비     |
| 삼각(三角)        | 세모(난) |
| 사각(四角)        | 네모(난) |
| 죄(罪)            | 허물     |
| 신장(身長)        | 키       |
| 체중(體重)        | 몸무게   |
| 속도(速度)        | 빠르기   |
| 집합(集合)        | 모임     |
| 도로(道路)        | 길       |
| 백조(白鳥)        | 고니     |
| 자음(子音)        | 닿소리   |
| 모음(母音)        | 홀소리   |
| 비교(比較)하다.   | 견주다.  |
| 언어(言語)        | 말       |
| 민족(民族)        | 겨레     |
| 도검(刀劍)        | 칼       |
| 질투(嫉妬)        | 강샘     |
| 귀신(鬼神)·신(神) | 검       |
| 편지(便紙 )       | 글월     |
| 산(山)            | 뫼       |

1. ↑  “우리말 어휘의 체계(고유어,외래어,한자어)와 어휘 양상(지역방언, 사회방언, 전문어)”. 2021년 4월 22일. 2025년 3월 17일에 확인함.